# Bum (Azerbaigian)
Bum è un comune dell'Azerbaigian situato nel distretto di Qəbələ. Conta una popolazione di 5 095 abitanti.